# Kayu Ara (Lubuk Linggau Barat I)
Kayu Ara is een bestuurslaag in het regentschap Lubuklinggau van de provincie Zuid-Sumatra, Indonesië. Kayu Ara telt 2677 inwoners (volkstelling 2010).